# لامادایا
لامادایا (به لاتین: Lamadaya) یک آبشار در سومالی‌لند است که در سومالی واقع شده‌است.